# Katherine Kuchenbecker
Katherine Julianne Kuchenbecker (n. secolul al XX-lea) este o cercetătoare și inventatoare americană în domeniul tehnologiei haptice și al chirurgiei asistate de roboți. Ea este directoare al departamentului de inteligență haptică la Institutul Max Planck pentru Sisteme Inteligente din Stuttgart, Germania. 

## Educație și carieră
Kuchenbecker a crescut în California de Sud. Ea a fost educată în inginerie mecanică la Universitatea Stanford. Ca studentă, a jucat în echipa de volei din 1996 până în 1998, unde a câștigat două campionate naționale.  La Stanford, ea a obținut o diplomă de licență în 2000, o diplomă de master în 2002 și un doctorat în 2006. Teza ei, "Characterizing and Controlling the High-Frequency Dynamics of Haptic Interfaces", a fost supervizată de Günter Niemeyer. 
După cercetările postdoctorale la Universitatea Johns Hopkins, ea s-a alăturat facultății Departamentului de Inginerie Mecanică și Mecanică Aplicată de la Universitatea din Pennsylvania în calitate de profesoară asistentă de inovare în 2007. Ea a fost titularizată ca profesoară asociată în 2013 și desemnată în promoția 1940 Bicentennial Endowed Term Chair în 2015. 
Katherine Kuchenbecker s-a mutat la Institutul Max Planck pentru Sisteme Inteligente în 2017. 

## Recunoaștere și premii diverse
În 2011, Popular Science a numit-o la „Brilliant 10” din 2010, pentru munca ei despre haptică, inclusiv o vestă pentru jocuri video haptic.  Kuchenbecker a fost numită IEEE Fellow în 2022, „pentru contribuțiile la sistemele haptice interactive și percepția robotică a atingerii”. 

Kuchenbecker a ținut o conferință TEDYouth despre haptică în 2012  și a primit mai multe distincții, inclusiv un premiu NSF CAREER Award 2009, premiul IEEE Robotics and Automation Society Academic Early Career Award 2012, un premiu Penn Lindback Award 2014 pentru predare remarcabilă și a fost ridicată la rangul de IEEE Fellow în 2021. A fost copreședintă al Comitetului tehnic IEEE Haptics din 2014 până în 2017 și a coprezidat Simpozionul IEEE Haptics în 2016 și 2018. Este redactor-șefă asociată pentru Conferința mondială IEEE 2023 privind Haptica și a fost purtătoare de cuvânt a Școlii internaționale de cercetare Max Planck pentru Sisteme Inteligente (IMPRS-IS) de la înființarea acesteia în 2017. 